# Bai Wei
Bai Wei (xinès simplificat: 白薇) (Zixing, 1893 - Pequín, 1987) va ser una poetessa, dramaturga i novel·lista xinesa, representant, en un context revolucionari, de la literatura feminista i autobiogràfica.

## Biografia
Bai Wei de nom real Huang Zhang (黄彰), va néixer el febrer de 1893 al districte de Zixing, al sud-est de Hunan. Durant la seva vida va ser espectadora de importants canvis polítics, va néixer a finals de la Dinastia Qing, va créixer durant la primera Republica de la Xina, la guerra civil entre els nacionalistes del Guomindang i els comunistes de Mao Zedong, la fundació de la República Popular i tota l'època maoista durant la qual quasi be no va escriure res.
De petita, va assistir a l'escola dirigida pel seu pare, un partidari acèrrim i il·lustrat del moviment de reforma de la Dinastia Qing. Malgrat no va poder evitar un matrimoni concertat per la família i es va casar als setze anys el 1910. El seu matrimoni va ser un calvari físic i emocional. Després de patir la tirania de la seva sogra durant sis anys, va fugir i va aconseguir entrar a l'escola normal per a noies núm. 3 de Hengyang. Aviat va ser expulsada per activisme polític i després va ingressar a l'escola normal de noies núm. 1 de Changsha. El 1918, però, no va esperar a graduar-se. Per evitar haver de tornar a viure amb el seu marit, va fugir del campus.
Va aconseguir arribar a Xangai, després d'allà va anar al Japó on va treballar com a criada en una família de missioners britànics i en una cafeteria. Va estudiar a la Universitat Normal Superior de Dones de Tòquio. Va especialitzar-se en biologia, i després història i psicologia.
L'any 1926 va treballar a l'Oficina Internacional de Traducció del Departament Polític General de Wuhan i alhora va exercir de professora a la Universitat de Wuchang.
El 1928, va tornar a Xangai, on és casà amb el poeta Yang Sao (杨 骚).
La seva malaltia venèria, que li va contagiar el seu marit, és omnipresent a la seva obra, i és el tema central de la seva novel·la més famosa.

### Carrera literària
Va començar la seva carrera literària al Japó a principis dels anys 20. Les dues dècades següents van ser les més prolífiques de la seva vida. Ha escrit en els gèneres més diferents, però les seves obres de teatre i la seva novel·la "Una vida tràgica" es troben entre les seves obres més citades i apreciades.
A principis dels anys trenta, Bai Wei era una escriptora reconeguda de l'esquerra literària; es va unir a la Lliga d'Escriptors d'Esquerra i va participar activament en els cercles del teatre compromès.
Després de l'incident de Mukden del 18 de setembre de 1931, que va marcar l'inici de les operacions militars japoneses, amb la invasió i l'annexió de Manxúria, Bai va publicar peces patriòtiques a la revista (Beidou 《北斗》), creada per Mao Dun (茅盾) el 1931.
Va ser perseguida durant la Revolució Cultural, parcialment paralitzada degut als cops de la Guàrdia Roja. Durant el període maoista només va escriure uns quants poemes fins a la seva mort a Pequín el 1987.

#### Novel·la
La seva obra cabdal 悲剧 生涯, (Una vida tràgica) escrita entre 1934 i 1935, en un moment en què estava molt malalta, és una novel·la autobiogràfica en la qual relata la seva lluita contra la malaltia, la lluita per alliberar-se de l'amor i el matrimoni destructius que li van arruïnar la vida. És la seva obra cabdal, la qualitat literària de la qual es deu tant a la forma com al fons, i el caràcter de confessió íntima, provinent d'una dona, contrasta amb l'ambient de l'època marcat per l'imperatiu de la defensa nacional i l'anomenat "literatura d'esquerres". Al mateix temps, és una innovació en el gènere de l'autobiografia femenina a la Xina, amb una narració en primera i en tercera persona.

#### Teatre
- 1922: "Sophie" (苏斐)
- 1925: "Lin Li" (琳丽), una tragèdia romàntica, va rebre molt bones crítiques a la Xina. Un crític arriba a classificar-lo entre les obres mestres de la literatura xinesa moderna. Bai Wei esdevé una figura destacada de l'escena literària xinesa.
- 1928: Escape from the Haunted Tower" (打出 幽灵 塔). És representativa, com les anteriors, del tractament feminista de la resistència a l'opressió del sistema patriarcal -i recorda la seva pròpia fugida de la llar paterna.